# 卡斯特羅縣 (德克薩斯州)
卡斯楚郡（英語：Castro County）是美國德克薩斯州德克薩斯狹地的一個縣。面積2,329平方公里。根據美國2000年人口普查，共有人口8,285人。縣治迪米特（Dimmitt）。
成立於1876年8月21日，縣政府成立於1891年12月9日。縣名紀念德克薩斯共和國駐法國總領事，當地的開發者亨利·卡斯特羅。